# ホープ (シンディ・ローパーの曲)
「ホープ」 (Hope) は、シンディ・ローパーが2019年にリリースしたシングル。

## 概要
「ホープ」はシンディ自身も患っている乾癬に対しての意識向上キャンペーンのために書き下ろされた。楽曲は2017年には披露されていたがシングルとしてのリリースは2年後の2019年にされた。日本ではシングルのリリースに先行して『ジャパニーズ・シングル・コレクション-グレイテスト・ヒッツ-』に世界初CD化のボーナストラックとして収録された。

## トラックリスト

### トレイシー・ヤング・ホープフル・ミックス
1. ホープ（トレイシー・ヤング・ホープフル・ミックス）（ラジオ・エディット）
2. ホープ（トレイシー・ヤング・ホープフル・ミックス）（ラジオ・エディット・ウィズ・イントロ）
3. ホープ（トレイシー・ヤング・ホープフル・ミックス）（エクステンデッド・ミックス）